# Saint-Sulpice-de-Grimbouville
Saint-Sulpice-de-Grimbouville är en kommun i departementet Eure i regionen Normandie i norra Frankrike. Kommunen ligger i kantonen Beuzeville som tillhör arrondissementet Bernay. År 2022 hade Saint-Sulpice-de-Grimbouville 156 invånare.

## Befolkningsutveckling
Antalet invånare i kommunen Saint-Sulpice-de-Grimbouville
Referens:INSEE